# 震える舌
『震える舌』（ふるえるした）は、三木卓が1975年に発表した小説。河出書房新社より刊行され、後に新潮文庫および講談社文芸文庫として刊行された。また、これを原作とした1980年公開の日本映画である。
破傷風菌（テタノスパスミン）に侵された少女と、その両親を題材にした作品。三木が自分の娘が破傷風菌に感染した時のことをモチーフとして描いている。

## あらすじ
ある日、マンションの近くで泥んこ遊びをしていた女の子・三好昌子が、落ちていた小さな釘で手にケガをした。よくあるケガだと思い自宅で一般的な消毒などをしたが、数日後に歩き方がおかしいことに気づいた父の昭と母の邦江が聞いてみると、昌子は「歩けるけど、歩きたくないの」と言い、話し方もどこかいつもと違う。昭と邦江は昌子を病院に連れていくが、「大したことはない」と診断され、取り合ってもらえない。やがて昌子は痙攣を起こし、自身の舌を噛み切って悶え始めた。大学病院での専門医による検査の結果、昌子は破傷風にかかっていることが判明し、隔離された病室に入院することになった。
数億年前から生き延びてきた破傷風菌は人間の中枢神経を毒素で侵し、潜伏期を経て発症した患者の生還率は極めて低い難病をもたらす。昭は有史以前の微生物が昌子に及ぼす理不尽な災厄に慟哭し、邦江は自責の念に錯乱状態となっていく。ちょっとした光や入院患者たちの笑い声などでも痙攣などの発作が起こってしまうため、防音されて真っ暗な部屋で昌子を献身的に世話をする昭と邦江は看病疲れにより精神的に追い込まれるが、昌子は主治医・能勢らの必死の治療や、昭と邦江の献身的な看護により助かる。
意識が戻った昌子に何が欲しいかと尋ねると「チョコパンが食べたい」と答え、身体は闘病で弱っているので、能勢が消化の良い別のものを告げるも、なお昌子は、「チョコパンだよー！」と叫ぶ。その声に、ようやく病室には笑い声が響くのだった。

## 映画
映画は「八つ墓村」を手掛けた野村芳太郎を監督に据え、医療ドラマというよりも、オカルト・ホラー的趣向で製作された。予告編での惹句も、「新しい恐怖映画」と銘打たれている。
破傷風に侵されてしまう少女・昌子を演じる若命真裕子の迫真の演技が話題となった。
1985年にVHS版が発売されて以来、長らくソフト化の機会に恵まれなかったが、2011年11月23日にDVD版がリリースされた。また、2014年12月3日には「あの頃映画 the BEST 松竹ブルーレイ・コレクション」シリーズの第3弾としてBD版が発売された。

### キャスト
- 三好昭 - 渡瀬恒彦
- 三好邦江 - 十朱幸代
- 三好昌子 - 若命真裕子
- 能勢（昌子の主治医） - 中野良子
- 江田 - 越村公一
- 小児科医長 - 宇野重吉
- 昭の母 - 北林谷栄
- 昭の兄 - 梅野泰靖
- 山岸 - 蟹江敬三
- 山岸の妻 - 日色ともゑ
- 貞恵 - 中原早苗
- 私立病院医師 - 矢野宣
- 加藤健一、佐古雅誉、中島久之、是枝正彦、谷よしの、石倉民雄、別府康子、平野真理、野見山さと子、舟川紀子 ほか

### スタッフ
- 監督：野村芳太郎
- 製作：野村芳太郎、織田明
- 脚本：井手雅人
- 原作：三木卓
- 撮影：川又昂
- 美術：森田郷平
- 照明：小林松太郎
- 音楽：芥川也寸志
- テーマ音楽：バッハ「無伴奏チェロ組曲第1番 ト長調」 チェロ演奏：藤原真理
- シンセサイザー：小熊達弥
- 録音：山本忠彦
- 調音：松本隆司
- 編集：太田和夫
- 助監督：大嶺俊順
- スチール：長谷川宗平
- ロボット製作：水野俊一
- 協力：聖路加国際病院
- 配給：松竹

### 製作
迫真の演技が話題を呼んだ昌子を演じる若命真裕子は、劇団若草の名子役で、オーディションは著名子役劇団から推薦された50人の中から若命が選ばれた。"可愛らしさ""病的""耐久力"すべての点で際立つ存在であったという。

### テレビ放映
地上波のキー局では『ゴールデン洋画劇場』（フジテレビ）で、1983年12月10日に放送されている。